# Flaugeac
Flaugeac era un comune francese di 317 abitanti situato nel dipartimento della Dordogna nella regione della Nuova Aquitania. Dal 1º gennaio 2019 è  unito a Sigoulès per formare il nuovo comune di Sigoulès-et-Flaugeac.

## Società

### Evoluzione demografica
Abitanti censiti